# Calcinus laevimanus
Calcinus laevimanus is een tienpotigensoort uit de familie van de Diogenidae. De wetenschappelijke naam van de soort is voor het eerst geldig gepubliceerd in 1840 door Randall.